# Tula (Italia)
Tula es una localidad italiana de la provincia de Sácer, región de Cerdeña,  con 1.628 habitantes.

## Evolución demográfica
| Gráfica de evolución demográfica de Tula entre 1861 y 2011 |
|                                                            |
| Fuente ISTAT - elaboración gráfica de Wikipedia            |